# نيكولو بريغينتي
نيكولو بريغينتي (بالإيطالية: Nicolò Brighenti)‏ هو لاعب كرة قدم إيطالي في مركز ظهير ‏، ولد في 1 أغسطس 1989 في Bussolengo ‏ في إيطاليا. شارك مع منتخب إيطاليا تحت 18 سنة لكرة القدم ومنتخب إيطاليا تحت 19 سنة لكرة القدم ومنتخب إيطاليا تحت 20 سنة لكرة القدم. أما مع النوادي، فقد لعب مع كييفو فيرونا ونادي بيرغوليتزي 1932 ونادي تريستينا.

## وصلات خارجية
- نيكولو بريغينتي على موقع قاعدة بيانات كرة القدم.إي يو (الإنجليزية)
- نيكولو بريغينتي على موقع Soccerway.com (الإنجليزية)
- نيكولو بريغينتي على موقع عالم كرة القدم.نت (الإنجليزية)
- نيكولو بريغينتي على موقع AS.com (الإسبانية)